# Ерроусміт (фільм)
«Ерроусміт» (англ. Arrowsmith) — чорно-біла драма режисера Джона Форда 1931 року. Екранізація однойменного роману Сінклера Льюїса. В 1932 році фільм був номінований на отримання премії «Оскар» у чотирьох категоріях: найкращий фільм, найкращий адаптований сценарій (Сідні Говард), найкраща робота художника (Річард Дей), найкраща операторська робота (Рей Джун).

## Сюжет
Мартін Ерроусміт — молодий лікар-ідеаліст, який після закінчення медичного інституту мріє присвятити себе дослідницькій роботі на благо людей. Його здібності й цілеспрямованість не залишаються непоміченими: поважний професор Готліб пропонує молодій людині стати його асистентом. Однак через необхідність утримувати сім'ю, Ерроусміт змушений відмовитися від цієї пропозиції й разом з дружиною Леорою відправляється в Дакоту, щоб почати власну практику. Тут йому вдається відзначитися: під час епідемії, що уразила поголів'я корів, Ерроусміт виготовляє надзвичайно дієву сироватку і рятує місцевих фермерів від банкрутства. Завдяки цьому успіху він повертається до наукової роботи: цього разу в престижному дослідницькому центрі в Нью-Йорку, де знову стає колегою свого старого вчителя Готліба. Через кілька років на Карибських островах спалахує епідемія бубонної чуми. Бажаючи допомогти людству, Ерроусміт їде на острови долучитися до боротьби ученого Густава Сонделіуса за порятунок тубільців. Леора супроводжує його, попри його страх за її безпеку. Сер Роберт Фейрланд відмовляється дозволити Ерроусміту провести експеримент лікування людей сироваткою для того, щоб перевірити ефективність ліків. Доктор Олівер Маршан пропонує їм провести експеримент серед добровольців на своєму острові.

## У ролях
- Рональд Колман — Доктор Мартін Ерроусміт
- Гелен Гейс — Леора Ерроусміт
- Річард Беннетт — Густав Сонделіус
- Альберт Енсон — Професор Макс Готліб
- Кларенс Брукс — Олівер Маршан
- Алек Б. Френсіс — Туайфорд
- Клод Кінг — Доктор Таббс
- Берт Роуч — Берт Тозер
- Мірна Лой — Місис Джойс Леніон
- Рассел Хоптон — Террі Віккетт
- Б'юла Бонді — Місис Тозер

## Робота над фільмом
- Фільм досить точно слідує роману, проте відсутня будь-яке згадування про багату, егоїстичну другу дружину Ерроусміта: у Мірни Лой всього кілька сцен з Колманом, і розвиток відносин їхніх персонажів не показано. Згідно з дослідником кіно Робертом Осборном, Гелен Гейс згадувала, що деякі сцени були видалені зі сценарію без жодних пояснень. Сталося це тому, що Семюел Голдвін найняв Джона Форда з умовою, що той не буде пити під час зйомок, у результаті Форд квапив зйомки як тільки міг.

## Цікаві факти
- «Ерроусміт» — перший американський звуковий фільм, в якому з'являється чорний персонаж (доктор Олівер Маршан), що має університетський ступінь і бездоганно розмовляє англійською.